# Daman och Diu
Daman och Diu var mellan 1987 och 2020 ett unionsterritorium i västra Indien. Området tillhörde Portugal till 1961.
Territoriets yta var 112 km² och befolkningen på omkring 250 000 talade gujarati eller marathi och var till största delen hinduer. Huvudstad var Daman.
Daman och Diu var en del av federala territoriet Goa, Daman och Diu fram till 1987, då Goa blev en delstat. Territoriet bestod av två enklaver, båda belägna inom Gujarats yttre gränser, tidigare kallat Damaõ Grande respektive Damaõ Pequeno, vid Cambayviken. Det slogs 26 januari 2020 ihop med Dadra och Nagar Haveli till Dadra och Nagar Haveli och Daman och Diu.

## Historia
Portugiserna ägde Daman sedan 1558. Staden Daman, belägen vid den segelbara Damanganga, var under kolonialtiden säte för en guvernör (lydande under generalguvernören i Goa) och biskop.